# Velika glad u Irskoj
Velika irska glad, znana i kao Velika krumpirova glad, odnosi se na nestašicu hrane, koje je pogodilo Irsku od 1845. do 1849. godine. Glavni uzrok nestašice je bila zaraza krumpira, tada primarnog u irskoj ishrani, a jedan od razloga loših posljedica nestašice je bila loša raspodjela zemljišta i odnos zemljovlasnika prema stanarima. Točan broj žrtava se ne zna, ali se pretpostavlja da je od gladi umrlo od 750.000 do dva milijuna ljudi. Smatra se da se, kao posljedica gladi, do dva milijuna ljudi iselilo iz Irske.
Zbog kontroverzne odluke britanske vlade o izvozu hrane iz Irske u Englesku usprkos tome što u Engleskoj nije vladala glad, a u Irskoj jest, te ovrha kojima su raseljeni na stotine tisuća Iraca koji su emigrirali, neki povjesničari idu toliko daleko da veliku glad nazovu genocidom.

## Stanje pred glad
Krumpir je dobar izvor energije u ljudskoj prehrani, a lak je za obradu. U Irskoj se prvi put pojavio oko 1650. godine, a od 1780. je postao glavni izvor hrane. Smatra se da su odrasli Irci jeli u prosjeku par kilograma krumpira dnevno. Krumpir je bio dominantan u poljoprivredi i nije se uzgajalo gotovo ništa drugo, osim dobara pogodnih za izvoz, ali ne i za ishranu. Zbog dobre ishrane i priljeva novca, stanovništvo Irske je progresivno raslo. 
Zemljište je i dalje bilo pod kontrolom britanskih prekršajnih zakona, koji su zabranjivali irskim katolicima da ostavljaju zemlju samo jednom nasljedniku, već je zemlja bila dijeljena svim sinovima.
Posljedica porasta stanovništva i dijeljenja zemlje je bilo to da su sve veće porodice živjele na sve manjem posjedu. Krumpir je bio dobra alternativa, jer se na malim posjedima moglo proizvesti dovoljno za prehranu obitelji.

## Zaraza krumpira
1845. godine širom Europe krumpir je stradao od zaraze jednim sojem gljivice Phytophthora infestans (koja uzrokuje plamenjaču odnosno krumpirovu plijesan) od kojeg je postajao nejestiv i gnjili. Freeman's Journal je 27. lipnja 1846. objavio vijest pod naslovom „Zaraza u novom rodu krumpira“, povodom zaraze u okrugu Mayo. Do „crne '47.“, većina tog ploda je uništeno, a ljudi su živjeli na zalihama.

## Izbacivanja s posjeda
Pomoć ljudima se isplaćivala na osnovu Zakona za siromašne, a pomoć se financirala od poreza koju su zemljoposjednici plaćali po broju stanara. Ovo je dovelo do masovnih izbacivanja s posjeda i ovrha, jer je porez rastao i zemljoposjednicima je bilo u interesu imati što manje stanara. Neki su čak i pomagali svojim stanarima da se isele iz zemlje. 
Stanari su izbacivani s posjeda i zbog drugih razloga, na primjer da bi se oslobodila zemlja za stoku. 1849. godine izbačeno je 90.000 ljudi, ali se trećina vratila pod drugim statusom. 109.000 je izbačeno godine 1850. 
Neki zemljovlasnici su pomagali svojim stanarima, smanjujući stanarinu i osiguravajući javnu kuhinju. Drugi su započinjali nove poslove građenja puteva i zidova kako bi se otvorila radna mjesta.

## Odgovor vlade Ujedinjenog Kraljevstva
Vlada premijera Roberta Peela je na glad odgovorila kupovinom kukuruza za Irce i ukidanjem zakona koji je zabranjivao uvoz jeftine pšenice. Ukidanje zakona, od 1846. do 1849. je bilo prekasno da bi se situacija drastično poboljšala.
1846. kao odgovor na nepopularnost Peelove vlade, novi premijer je postao John Russell, koji je započeo javne radove, kao što je gradnja puteva, da bi osigurao radna mjesta Ircima.

## Dobrotvorna pomoć
Mnoge organizacije su poslale pomoć Irskoj. Prvu donaciju poslali su zaposleni u Istočnoindijskoj kompaniji, u iznosu od 14.000 £. Tadašnji Papa i kraljica Viktorija su osobno poslali pomoć.
Choctaw indijanci su poznati po tome što su poslali 710 $ (današnjih 5000), iako su šesnaest godina prije toga iskusili glad progon.

## Posljedice
Točan broj umrlih se ne zna. Pretpostavlja se da je umrlo između pola milijuna i milijun i pol ljudi, gotovo 1/8 irskog stanovništva. Također, mnogi su umrli na brodovima pokušavajući emigrirati.  
Irska je 1845. imala 8,1 milijun stanovnika. 1851., odmah nakon gladi, napravljen je novi popis stanovništva prema kojem je utvrđeno 6,552.385 žitelja. Do 1854. godine, između 1,5 i 2 milijuna Iraca je emigriralo, uglavnom u SAD, Veliku Britaniju, Kanadu i Australiju.
Zaraza krumpira se i dalje javljala, ali nije imala toliko velike posljedice. Između ostalog, razvoj željeznice je dozvolio lakši uvoz i raspodjelu hrane. Zabrana dijeljenja zemljišta, kao i velika iseljavanja, su smanjila odnos ljudi naprema zemlji.

## Rasprave o genocidu
Glad je često pogađala zemlje Europe u tom razdoblju, no uglavnom se ograničila samo na jednu ili dvije berbe. U ovom slučaju, bolest krumpira uništila je glavni izvor prehrane i prihoda jedne trećine stanovništva te je trajalo najmanje četiri ili pet godina u nizu. I danas vlada velika rasprava oko toga da li je tadašnja britanska vlada mogla spriječiti razmjere gladi. 
Irski nacionalisti interpretiraju povijest tako da je vlada namjerno iskoristila glad kako bi tlačila, raselila i slomila irski narod jer je dalje nastavila izvoziti hranu iz Irske u Englesku, time dodatno pogoršavajući katastrofu. Kritičari pak napominju da je nestašica hrane bila toliko velika da glad nije mogla biti ublažena ni da je sva hrana te države ostala u irskim granicama. Također, uvezene su velike količine žitarica. Međutim, cijene žitarica bile su toliko visoke da ih prosječan stanovnik Irske nije mogao kupiti. Također, prema britanskom zakonu, Ircima je bilo zabranjeno baviti se ribarenjem ili lovom, tako da su jedino imali poljoprivredu na koju su se mogli osloniti. Neki su stoga irsku glad nazvali "pasivnim genocidom".
Zakon donesen 1994., koji je zahtijevao učenje o "nečovječnosti genocida, robovanja i Holokausta", dobio je 1996. amandmane koje su dodale "masovnu glad u Irskoj od 1845. do 1850."
Paul Gallagher navodi da se bolest truljenja krumpira pojavila u Sjevernoj Karolini te proširila po cijeloj sjevernoj hemisferi, ali da nije uzrokovala masovnu smrt nigdje osim u Irskoj. Prema njemu, glavni uzrok tome bili su rigidni zakoni britanskih veleposjednika koji su Ircima dopuštali da se jedino bave uzgojem krumpira kako bi prehranili sebe i svoju stoku. Irci su uzgajali i žitarice, ali samo radi prodaje kako bi otplatili stanarinu, a ne radi prehrane. prema njemu, britansko zakonodavstvo ostavilo je Ircima samo tri izbora tijekom gladi: umrijeti od gladi prodajom žitarica kako bi otplatili stanarinu; prijaviti se javnim radovima kako bi radili do iznemoglosti ili emigrirati preko Atlantika.
Još 1785. premijer William Pitt iznio je zakon prema kojem "Irska ne bi smjela trgovati s bilo kojom zemljom čije trgovanje bi se moglo kositi s interesima engleskih korporacija". Već 1801. to je pretvorilo Irsku u državu koja se jedino bavi kulturom krumpira i ničim drugim, a jednom kada je ta grana uništena, uništena je i cijela nacija.